# Cozi TV
Cozi TV est une chaîne de télévision américaine appartenant à NBCUniversal lancée le 20 décembre 2012. Elle est distribuée sur le sous-canal numérique des stations appartenant à NBC ainsi que quelques affiliés, et diffuse des séries classiques de la télévision (1950 à 1990, principalement du catalogue de NBCUniversal Television Distribution), des émissions de style de vie ainsi que des films. Les affiliés ont la possibilité de faire des décrochages afin de présenter un bulletin de nouvelles.

## Programmation

### Séries
- The Bionic Woman
- Charlie's Angels
- Highway to Heaven
- Lassie
- The Lone Ranger
- Magnum, P.I.
- Marcus Welby, M.D.
- The Roy Rogers Show (en)
- The Six Million Dollar Man
- The Virginian

## Affiliés
| #   | Marché                         | Station | Propriétaire                              |
| --- | ------------------------------ | ------- | ----------------------------------------- |
| 1   | New York                       | WNBC    | NBCUniversal                              |
| 2   | Los Angeles                    | KNBC    | NBCUniversal                              |
| 3   | Chicago                        | WMAQ-TV | NBCUniversal                              |
| 4   | Philadelphie                   | WCAU    | NBCUniversal                              |
| 5   | Dallas                         | KXAS-TV | NBCUniversal                              |
| 6   | San Francisco                  | KNTV    | NBCUniversal                              |
| 9   | Washington D.C.                | WRC-TV  | NBCUniversal                              |
| 17  | Miami                          | WTVJ    | NBCUniversal                              |
| 27  | San Diego                      | KNSD    | NBCUniversal                              |
| 29  | New Britain/Hartford/New Haven | WVIT    | NBCUniversal                              |
| 33  | Cincinnati                     | WBQC-LD | Block Broadcasting                        |
| 43  | Las Vegas                      | KSNV-DT | Intermountain West Communications Company |
| 55  | Fresno                         | KAIL    | Trans-America Broadcasting Corporation    |
| 68  | Tucson                         | KVOA    | Cordillera Communications                 |
| 95  | Waco (Texas)                   | KCEN-TV | London Broadcasting Group                 |
| 95  | Bryan (Texas)/College Station  | KAGS-LD | London Broadcasting Group                 |
| 114 | Sioux Falls                    | KDLT-TV | Red River Broadcast Co., LLC              |
| 114 | Mitchell (Dakota du Sud)       | KDLV-TV | Red River Broadcast Co., LLC              |
| 141 | Beaumont (Texas)               | KBMT    | London Broadcasting Company               |
| 163 | Pocatello                      | KPVI-DT | Intermountain West Communications Company |